# کامی کریگ
کامی کریگ (انگلیسی: Kami Craig؛ زادهٔ ۲۱ ژوئیهٔ ۱۹۸۷) بازیکن واترپلو اهل ایالات متحده آمریکا است.
وی در مسابقات کشوری و بین‌المللی در مجموع برندهٔ ۶ مدال طلا، ۱ مدال نقره شده‌است.